# Pangkat ng Maute
Pangkat ng Maute oder Maute group (arabisch جماعة ماؤوتي, mɐʔutɪ, mɐʔute̞, auch: Islamic State of Lanao) ist eine terroristisch agierende, salafistische Miliz mit phasenweise mehreren hundert Mitgliedern der Moro Islamic Liberation Front. 
Abdullah Maute war der angebliche Gründer eines Dawlah Islamiya (Islamischen Staates) in Lanao del Sur, Mindanao, Philippinen.
Die Gruppe wurde von Angehörigen der Philippinischen Armee (Hukbong Katihan ng Pilipinas) als Terroristen bezeichnet und finanzierte sich durch Schutzgelderpressung in den abgelegenen Dörfern von Butig. An verschiedenen Stellen trat sie in Konflikt mit den Streitkräften der Philippinen. Die bedeutendsten Kämpfe begannen im Mai 2017 und endeten im Oktober in der Schlacht um Marawi.

## Hintergrund
Die Miliz, die ursprünglich als Dawlah Islamiya (Islamischer Staat) auftrat, wurde 2012 von den Brüdern Abdullah Maute und Omar Maute gegründet, die von einer Quelle als „Kleinkriminelle“ („petty criminals“) bezeichnet wurden. Tatsächlich sollen beide Islamwissenschaft studiert haben, Abdullah in Jordanien und Omar an der Azhar-Universität in Kairo. Andere Quellen beschrieben die Maute-Familie zudem als wohlhabend und mit politischen Verbindungen. Die Familien-Matriarchin, Ominta Romato Maute (alias Farhana Maute), verfügte über Immobilien in Mindanao und Manila und betrieb ein Baugeschäft. Sie ist mit Politikern in Butig verwandt. Man vermutete, dass sie die Gruppe finanziert, Logistik bereitgestellt sowie gemeinsam mit ihrem Mann Cayamore Maute neue Kämpfer angeworben hatte. Aufgrund der Verwicklung der ganzen Familie, wurde die Maute Group als Aufstieg des Familienterrorismus in den Philippinen beschrieben.
Butig, das Zentrum der Aktivitäten der Maute Group, ist auch eine Hochburg der Moro Islamic Liberation Front und beide Gruppen sind durch Verwandtschaft oder Heirat eng verbunden. Abdullah und Omar Maute waren Cousins von Azisa Romato, der Frau des MILF Vice Chairman for Military Affairs Alim Abdul Aziz Mimbantas, der in Butig begraben liegt. Die Maute-Brüder selbst waren früher Mitglieder der MILF.

### Verbindungen zum Islamischen Staat
Die Gruppe brüstete sich im April 2015 mit Kontakten zum Islamischen Staat, zusammen mit der Terrorgruppe Ansar Khalifa Philippines. Laut dem ehemaligen National Security Council-Berater Ashley Acedillo gab es aber keine Hinweise darauf, dass ISIS bis dahin die Kontakte zur Maute Group bestätigt hatte. Die Gruppe benutzte allerdings auch die schwarzen Flaggen mit den Symbolen des ISIS und Trainingsanleitungen sowie andere Dokumente für Soldaten des ISIS wurden bei der Erstürmung des Camps entdeckt.
Im Oktober 2016 wurde bekannt, dass die Maute Gruppe sehr geschickt soziale Medien benutzt hatte und dadurch Studenten und Lehrer der Mindanao State University in Marawi anwerben konnte. Seit den Rückschlägen des IS im Irak und in Syrien kamen ab 2016 zudem immer wieder Dschihadisten aus dem Nahen Osten auf die Philippinen, wodurch die Verbindungen unter philippinischen Separatisten gestärkt wurden.

## Geschichte

### Erste Zusammenstöße mit philippinischen Sicherheitskräften
Die Armee der Philippinen gab an, dass die erste Begegnung mit Maute ein Feuergefecht 2013 war, als die Aufständischen einen Sicherheits-Checkpoint angriffen, den die Regierungstruppen in Madalum, Lanao del Sur, bezogen hatten. Damals hatte die Gruppe über 100 Mitglieder und Ausrüstung aus dem Ausland. Es gab Hinweise auf eine Verbindung zu Jemaah Islamiya, einer anderen islamistischen Terrorgruppe mit Ursprüngen in Indonesien.
Im Februar 2016 kam es zu einem weiteren Zwischenfall (Butig clash) mit der Armee, in deren Folge das Hauptquartier in Butig besetzt wurde. Es wurde berichtet, dass Omar Maute in dem Zusammenstoß getötet worden sei. Videoaufzeichnungen auf einem Mobiltelefon, das von den Regierungstruppen während der Schlacht um Marawi erbeutet wurde, zeigten jedoch, dass er diesen Angriff überlebt hatte. Im November 2016 eroberte die Gruppe die Stadt Butig, wurde aber von Militäreinheiten nach fünf Tagen wieder vertrieben.
CNN Philippines berichtete, dass zwei Offiziere der Philippine National Police zur Gruppe übergelaufen waren. Es wurde darüber hinaus angenommen, dass die Maute Group Kindersoldaten ausbildete. Sie benutzten propagandistisch die Nicht-Einführung des Bangsamoro Basic Law (Batayang Batas para sa Rehiyong Awtonomo ng Bangsamoro). Im April 2016 entführten sie sechs Mitarbeiter eines Sägewerks in Butig, von denen zwei Brüder enthauptet aufgefunden und die restlichen vier später freigelassen wurden. Es wurde auch vermutet, dass die Gruppe 2016 verantwortlich war für ein fehlgeschlagenes Bombenattentat in der Nähe der US-amerikanischen Botschaft in Manila.

### Bombenanschlag von Davao (2016)
Am 2. September 2016 ereignete sich ein Bombenanschlag (Davao City bombing) auf den Roxas Night Market von Davao City, bei dem 15 Todesopfer und 69 Verletzte zu beklagen waren. Am 4. Oktober 2016 wurden drei Männer im Zusammenhang mit dem Attentat festgenommen. Es handelte sich um T J Tagadaya Macabalang, Wendel Apostol Facturan und Musali Mustapha. Der Verteidigungsminister Delfin Lorenzana verkündete, dass die Maute Gruppe mit der südphilippinischen Terrororganisation Abu Sayyaf kooperierte und nun auch Verbindungen zum IS bestanden. Der Bombenanschlag in Davao wurde durch Drogengeld finanziert.

### Schlacht um Marawi (2017)
Am 23. Mai 2017 griff die Maute Group im Verbund mit anderen Terrorgruppen die Stadt Marawi an, um dort offenbar ein Kalifat zu errichten. Dieses Vorhaben war gemeinsam mit Isnilon Hapilon, dem 2016 zum IS-Emir in Südostasien ernannten Anführer von Abu Sayyaf, geplant worden, der auch mit seinen Anhängern aktiv daran teilnahm. Bei der Schlacht um Marawi wurden etliche Häuser, ein christliches Krankenhaus und eine Kirche zerstört, eine Moschee angezündet sowie zahlreiche Soldaten und Zivilisten getötet und verwundet. Präsident Rodrigo Duterte verstärkte die Truppenverbände vor Ort und rief das Kriegsrecht auf der gesamten Insel Mindanao aus.
Flüchtlinge wurden in verschiedenen Barangays in Iligan City untergebracht. Am 1. Juni 2017 erließ Celso G. Regencia, der Bürgermeister von Iligan, eine Verordnung für die Bürger, die in Waffenbesitz waren, dass sie Terroristen erschießen sollten, die ihre Grundstücke betreten.
Die Kämpfe dauerten fünf Monate an, wobei die Islamisten zunehmend eingekesselt wurden. Im Verlauf der Schlacht setzte die philippinische Regierung auch die Luftwaffe ein. Omar Maute wurde von den philippinischen Streitkräften am 16. Oktober 2017 getötet, zusammen mit Isnilon Hapilon. Daraufhin erklärte Verteidigungsminister Delfin Lorenzana am 23. Oktober, dass der Militäreinsatz beendet, Marawi befreit und die Gruppe „praktisch ausgelöscht“ („practically wiped out“) sei. Alle sieben Maute-Brüder waren getötet worden, Abdullah Maute bereits am 7. August. Beide Elternteile waren schon im Juni verhaftet worden, der gesundheitlich beeinträchtigte Cayamore Maute starb am 27. August. Ominta Romato Maute musste sich später vor Gericht verantworten und wurde zu 20 bis 40 Jahren Gefängnis verurteilt. Obwohl die Gruppe zerschlagen schien, ließ sich nicht ausschließen, das überlebende und neue Mitglieder weiterhin aktiv sind.

### Nach der Schlacht um Marawi (seit 2017)
Im Dezember 2017 sollen ehemalige Mitglieder der Gruppe versucht haben, im Gebiet von Marawi neue Anhänger zu rekrutieren. Diese Nachfolgeorganisation trat unter dem Namen Turaife Group auf, benannt nach dem vermutlichen Anführer Abu Turaife. Im Mai 2018 formierte sich die Gruppe erneut unter Führung des aus Marawi entkommenen Maute-Mitglieds Owayda Benito Marohombsar alias Abu Dar, der als Nachfolger von Isnilon Hapilon auch zum IS-Emir in Südostasien ernannt und im März 2019 von der Armee erschossen wurde. Ihm folgte sowohl als Maute-Führer, als auch als IS-Emir Faharudin Hadji Benito Satar alias Abu Zacariah, der im Juni 2023 bei einem Militärangriff getötet wurde.
Nachdem daraufhin Esmael Abdulmalik alias Abu Turaife zum neuen IS-Emir ernannt wurde, dessen Gruppe inzwischen an die Bangsamoro Islamic Freedom Fighters angeschlossen sein soll, war das Fortbestehen der Maute Group zunächst ungewiss. Verbliebene Kämpfer sollen allerdings für ein Bombenattentat auf eine katholische Messe in der Mindanao State University in Marawi verantwortlich sein, das am 3. Dezember 2023 vier Opfer forderte und möglicherweise als Vergeltungsschlag für vorherige Anti-Terror-Einsätze der Armee verübt wurde, bei denen Maute-Anhänger um Jalandoni Lucsadato und der Abu-Sayyaf-Anführer Mudzrimar Sawadjaan getötet worden waren.